# Darazac
 Darazac  (en occitano Darasac) es una comuna y población de Francia, en la región de Lemosín, departamento de Corrèze, en el distrito de Tulle y cantón de Saint-Privat.
Su población en el censo de 2008 era de 158 habitantes.
No está integrada en ninguna Communauté de communes.

## Demografía
| 253 | 270 | 246 | 182 | 149 | 139 | 158 |
| Para los censos de 1962 a 1999 la población legal corresponde a la población sin duplicidades (Fuente: INSEE [Consultar]) |     |     |     |     |     |     |